# Michael Dixon Bhasera
Michael Dixon Bhasera (ur. 11 listopada 1949 w Gutu) – zimbabwejski duchowny rzymskokatolicki, w latach 1999–2022 biskup Masvingo.